# Nazionale maschile under 23 di calcio della Norvegia
La Nazionale norvegese di calcio Under-23 è la rappresentativa calcistica Under-23 della Norvegia ed è posta sotto l'egida della Norges Fotballforbund.

## Storia
La formazione Under-23 fu costituita nel 1998. La prima partita della neonata Nazionale si disputò il 6 febbraio 1998 a Larnaca, Cipro, in un'amichevole disputata contro la selezione maggiore finlandese e terminata a reti inviolate. La squadra rimase attiva fino al termine del campionato europeo Under-21 1998, per poi essere accantonata.
Il 25 ottobre 2011, la federazione norvegese riformò la Nazionale Under-23, con l'obiettivo di far fare esperienza a quei giocatori troppo vecchi per far parte dell'Under-21, ma non ancora pronti per essere convocati nella selezione maggiore. La guida tecnica fu affidata a Per Joar Hansen, all'epoca allenatore anche dell'Under-21. Successivamente, quando quest'ultimo abbandonò la squadra per diventare allenatore del Rosenborg, la Norvegia Under-23 fu affidata a Knut Tørum.
Il 5 giugno 2012 arrivò la miglior vittoria della storia della Nazionale Under-23 norvegese, con un successo per 4-0 sui pari età gallesi. Il 21 e il 25 marzo 2013 arrivarono invece le sconfitte peggiori, rispettivamente contro la Spagna under 23 (5-2 a Toledo) e Olanda Under-23 (4-1 a Waalwijk).

## Convocazione più recente
Lista dei convocati per la partita contro la Slovacchia del 26 marzo 2015. Le presenze sono aggiornate alla stessa data.
| N. | Pos. | Giocatore            | Data nascita (età) | Pres. | Reti | Squadra        |
| -- | ---- | -------------------- | ------------------ | ----- | ---- | -------------- |
| 1  | P    | Arild Østbø          | 19 aprile 1991     | 4     | -4   | Viking         |
| 2  | D    | Niklas Gunnarsson    | 27 aprile 1991     | 4     | 0    | Vålerenga      |
| 3  | D    | Ruben Gabrielsen     | 10 marzo 1992      | 1     | 0    | Molde          |
| 4  | D    | Stefan Strandberg    | 25 luglio 1990     | 2     | 2    | Rosenborg      |
| 5  | D    | Emil Jonassen        | 17 febbraio 1993   | 1     | 0    | Odd            |
| 6  | A    | Yann-Erik de Lanlay  | 14 maggio 1992     | 2     | 0    | Viking         |
| 7  | C    | Sivert Heltne Nilsen | 2 ottobre 1991     | 2     | 0    | Vålerenga      |
| 8  | C    | Daniel Berntsen      | 4 aprile 1993      | 2     | 0    | Djurgården     |
| 10 | A    | Muhamed Keita        | 2 settembre 1990   | 5     | 0    | Lech Poznań    |
| 11 | A    | Zlatko Tripić        | 2 dicembre 1992    | 1     | 0    | Greuther Fürth |
| 12 | P    | Lars Cramer          | 25 maggio 1991     | 5     | -5   | Kalmar         |
| 13 | D    | Magnar Ødegaard      | 11 maggio 1993     | 1     | 0    | Tromsø         |
| 14 | D    | Jørgen Skjelvik      | 5 luglio 1991      | 4     | 0    | Rosenborg      |
| 15 | D    | Jonas Svensson       | 6 marzo 1993       | 3     | 0    | Rosenborg      |
| 15 | D    | Fredrik Midtsjø      | 11 agosto 1993     | 1     | 0    | Rosenborg      |
| 16 | A    | Gustav Wikheim       | 18 marzo 1993      | 2     | 0    | Strømsgodset   |
| 18 | A    | Torgeir Børven       | 3 dicembre 1991    | 4     | 0    | Twente         |

## Commissari tecnici
- 2011-2013: Per Joar Hansen
- 2013-: Knut Tørum